# Сьверчина (Плешевський повіт)
Сьверчина (пол. Świerczyna) — село в Польщі, у гміні Ґізалки Плешевського повіту Великопольського воєводства.
Населення — 119 осіб (2011).
У 1975-1998 роках село належало до Каліського воєводства.

## Демографія
Демографічна структура станом на 31 березня 2011 року:
|          | Загалом | Допрацездатний вік | Працездатний вік | Постпрацездатний вік |
| -------- | ------- | ------------------ | ---------------- | -------------------- |
| Чоловіки | 59      | 17                 | 38               | 4                    |
| Жінки    | 60      | 10                 | 34               | 16                   |
| Разом    | 119     | 27                 | 72               | 20                   |